# Стожок Микола Павлович
Микола Павлович Стожок (нар.. 1 серпня 1923, м. Кролевець, Конотопська округа, Чернігівська губернія, Українська СРР, СРСР (з 2020 року — Конотопського району Сумської області) — пом.. 20 липня 2003, м. Глухів, Сумська область, Україна) — український педагог, учений, краєзнавець, кандидат історичних наук (1972), доцент (1976), Відмінник народної освіти УРСР (1974).

## Життєпис
Микола Стожок народився 1 серпня 1923 року в містечку Кролевець Конотопської округи Чернігівської губернії (з 2020 року — Конотопського району Сумської області). Працював з дитинства. У вересні 1943 року був мобілізований до лав Червоної армії. До січня 1944 року він перебував курсантом у складі 745-го армійського запасного стрілецького полку Першого українського фронту. На початку 1944 року молодого командира взводу 1033-го стрілецького полку 280-тої стрілецької дивізії Першого українського фронту «кинули» у вир війни. Здібний офіцер у квітні того ж року вступив на курсантські курси молодших лейтенантів при 1-й гвардійській армії 4-го українського фронту. Закінчивши курси у серпні 1944 року він командиром взводу вже 258-го стрілецького полку 56-ї гвардійської стрілецької дивізії 2-го Прибалтійського фронту знову був направлений у вир війни. В цей час він брав участь у бойових діях у східній частині Латвії у ході Мадонської наступальної операції, коли війська просунулись на 60-70 км уздовж північного берега Західної Двіни і звільнили великий вузол залізничних і шосейних доріг — м. Мадона. З початком осені в ході Ризької операції до 22 жовтня вийшли до Тукумського рубежу оборони військ вермахту, блокувавши в Курляндії групу армій «Північ». Саме в ході блокадних боїв на Курляндському півострові у січні 1945 року було поранено лейтенанта Миколу Стожка. Він втратив зір і до 15 липня 1945 року лікувався в Москві. Повернувшись додому до Кролевця інвалідом війни І групи. Був нагороджений Орденами Вітчизняної війни ІІ та ІІІ ступенів.
У січні 1947 року влаштувався на посаду робітника навчально-виробничого підприємства УТОС у Кролевці, де працював до вступу у вересні 1950 року на історичний факультет Київського державного університету імені Т. Г. Шевченка. Отримавши диплом з відзнакою за спеціальністю «Історія СРСР» у серпні 1955 року перші три роки працював учителем історії у середній школі с. Воронинці Лазірківського району (з 2020 р. — Новооржицької селищної територіальної громади Лубенського району) Полтавщини. У серпні 1958 року переїхав поближче до рідного міста: рік працював вчителем історії Обтовської середньої школи Кролевецького району. Також був обраний секретарем парторганізації школи.
У серпні 1959 року Микола Стожок був призначений заступником директора навчально-виробничого підприємства УТОС у Кролевці (обіймав цю посаду більше десятиліття до липня 1972 року). Весь цей час виконував обов'язки секретаря парторганізації підприємства. Крім того, за сумісництвом з 1 вересня 1962 року 39-річний Микола Павлович працював викладачем соціально-економічних дисциплін Кролевецького профтехучилища художнього ткацтва. Також історик був активним лектором та пропагандистом.
З 1968 по 1970 роки Микола Стожок був здобувачем на кафедрі історії Харківського ордена Трудового Червоного прапора державного університету ім. О. М. Горького (нині — Харківський національний університет імені В. Н. Каразіна). На раді історичного факультету 12 грудня 1970 року 47-річний вчений захистив дисертацію на здобуття наукового ступеня кандидата історичних наук на тему «Трудящі Сумщини в боротьбі за владу Рад у період громадянської війни 1918—1920 рр.». Успішний захист було затверджено рішенням Президії Вищої атестаційної комісії при міністерстві вищої та середньої спеціальної освіти СРСР 31 березня 1972 року. Він спеціалізувався над вивченням історії рідного краю та історії революційного руху на Кролевеччині.
15 листопада 1972 року 49-річного Миколу Стожка було призначено на посаду старшого викладача історії КПРС кафедри марксизму-ленінізму Глухівського державного педагогічного інституту. Через два роки був обраний на посаду в. о. доцента. Наказом міністра освіти Української РСР О. М. Маринича 1974 року «за багаторічну сумлінну роботу по підготовці висококваліфікованих педагогічних кадрів та з нагоди 100-річчя від дня заснування Глухівського державного педагогічного інституту» вченого було нагороджено значком «Відмінник народної освіти УРСР». У 1974 році був обраний член партбюро, керував громадсько-політичною практикою студентів, постійно працював куратором групи, читає лекції для трудящих та студентів. Науковець неодноразово публікував статті на історично-партійну тематику у місцевій періодичній пресі. Написав також декілька історичних нарисів. Рішенням вищої атестаційної комісії при Раді Міністпів СРСР від 7 квітня 1976 року М. П. Стожку було присвоєне вчене звання доцента по кафедрі марксизму-ленінізму. Викладач активно розробляв та упроваджував до освітнього процесу новаторський на той час метод проблемного навчання. У 1980 році він брав участь у написанні фундаментальної праці «Історія міст та сіл Української РСР: Сумська область»: підготував три історичні нариси «Кролевець», «Вороніж» та «Коротченкове». Довгий час, до 1982 року Микола Стожок проводив активну політико-виховну роботу. Зокрема, працював пропагандистом Глухівського міському партії, був членом районного товариства «Знання». Щорічно виступав із понад 20 лекціями перед студентами інституту, а також у колективах підприємств та організацій Глухова і Кролевця. Також неодноразово обирався головою профгрупи кафедри марксизму-ленінізму. Загалом у 1979—1984 роках було надруковано близько 60 статей та нарисів обсягом 20 друкованих аркушів й завершено монографію «У боротьбі за здобуття Жовтня» (З історії бойової співдружності трудящих Радянської Росії і України в роки громадянської війни 1918—1919" (увійшла до плану видання «Вища школа» у 1984 році). На честь «40-річчя Перемоги радянського народу у Великій Вітчизняній війні» ім'я М. П. Стожка було занесено до обласної Книги трудової доблесті.
Вчений за період 1984—1989 років брав участь у 5 наукових конференціях з тезами доповідей, опублікованих у наукових збірниках. Також він опублікував 11 статей в енциклопедичному довіднику «Великий Жовтень і громадянська війна на Україні». А загалом у ці роки у періодичній пресі вийшло понад 100 історико-краєзнавчих статей. 1 вересня 1997 року 74-річний Микола Стожок був звільнений з посади викладача кафедри соціально-економічних дисциплін у зв'язку із закінченням терміну договору. Провів на пенсії шість років активного життя. Помер 20 липня 2003 року на 80-му році життя. Похований у Глухові на Веригинському кладовищі.

## Вибрані публікації
- В борьбе за завоевание Октября: монографія. Харьков: Изд-во «Вища школа Харьков», 1984
- Трудящі Сумщини в боротьбі за владу Рад у період громдянської війни 1918—1920 рр. Канд. дис. Харьков: Харьковский университет им. Горького, 1972 (рукопис)
- Трудящиеся Сумщины в борьбе за власть Советов в период гражданской войны 1918—1920 гг. Автореферат. Харьков: Харьковский университет им. Горького, 1970.
- Камень. // Історія міст і сіл Української РСР. Київ, 1973
- Вороніж. // Історія міст і сіл Української РСР. Київ, 1973 (у співавторстві)
- Коротченково. // Історія міст і сіл Української РСР. Київ, 1973 (у співавторстві).
- Сереженко М., Стожок М. Став невпізнанним Кролевець // Маяк комунізму. — 1963. — № 78. — 10 верес. — С. 4; № 80. — 14 верес. — С. 4; № 82. — 19 верес. — С. 4.
- Гавриленко М. М., Сереженко М. Г., Стожок М. П. Кролевець // Історія міст і сіл Української РСР: В 26 т. — Сумська область. — К.: Гол. ред. УРЕ, 1973. — С.323-335: карта, 3 іл.; вкл. іл. Див. також там же, с. 16, 17, 19, 32, 41, 43, 44, 46, 47, 51, 69, 77, 81, 101, 212.
- Кролевецький район / [М. М. Гавриленко, М. П. Стожок, М. Г. Сереженко; Ф. П. Карабут; Г. Г. Бірюков, В. О. Журід, М. Р. Кобилякова, І. П. Макаренко, Є. П. Чередник] // Історія міст і сіл Української РСР: В 26 т. — Сумська область. — К.: Гол. ред. УРЕ, 1973. — С.323-353: карта, 3 іл.; вкл. іл. Див. також там же, с.10, 57, 59, 64, 66, 84.
- Кролевець вшановує пам'ять Т. Г. Шевченка // Народна творчість етнографія. 1966.
- Кролевець вшановує пам'ять Т. Г. Шевченка. // Український історичний журнал. — 1964. — № 1. — C. 105—107.
- Створення партійних організацій у полках Другої Української радянської дивізії // Український історичний журнал. — 1968. — № 2. — C. 98–101.

## Родина
- З Оленою Петрівною Коберник (Стожок; 1925—2015) одружився в 1947 році. У шлюбі народилися чотири доньки: Валентина (нар. 1947), Тамара (1956—2001), Людмила (нар. 1949) та Олена (1966)[1][2].

## Нагороди
- Орден Вітчизняної війни ІІ ст. (6.08.1946);
- Орден Вітчизняної війни ІІІ ст. (1945);
- Медаль «За перемогу над Німеччиною у Великій Вітчизняній війні» (15.09.1946);
- Медаль «Двадцять років перемоги над Німеччиною у Великій Вітчизняній війні» (07.05.1965);
- Медаль «50 років Збройним силам СРСР» (18.10.1967);
- Медаль «За доблестний труд в ознаменування 100-річчя з дня народження Володимира Ілліча Леніна» (02.04.1970).